# Limequat
El limequat es un árbol cítrico resultado de un cruzamiento entre lima y kumquat. Pertenece al género híbrido x Citrofortunella. 

## Descripción
Es un pequeño árbol que crece en forma de arbusto. Las hojas se caracterizan por su formato de citrus. Produce abundante fruta aún en etapas juveniles. Fruta pequeña, oval, verde amarillenta y contiene semillas o pipas. Tiene una piel de gusto dulce y pulpa amarga dulce que semeja a la lima. Puede comerse toda, o su zumo. Tiene considerable cantidad de vitamina C y es fuertemente acidificante.
Originaria de China, crece en Japón, Israel, España, Malasia, Reino Unido, EE. UU. En California, Florida. La fruta puede encontrarse en pequeñas cantidades, en otoño y en invierno en Estados Unidos.
Hay tres diferentes variedades de este árbol frutal: Lakeland, Eustis, Tavares, siendo Eustis el más común.

## Cuidados
Los limequats pueden crecer en interiores o en exteriores con la temperatura entre 10 a 30 °C; no resisten las heladas. Son agradablemente pequeños, pudiéndose plantar en contenedores o macetas; en suelo drenable y fértil. Se le incorpora un buen compost con algo de grava o arena. Se planta todo el año, regando bien. Luego agua cuando está seco y añadiendo fertilizante ocasionalmente. Puede podarse para mantener una forma.